# Campeonato Europeo de Gimnasia Artística de 1975
El XI Campeonato Europeo de Gimnasia Artística se celebró en dos sedes distintas: el concurso masculino en Berna (Suiza) y el concurso femenino en Skien (Noruega) en 1975. El evento fue organizado por la Unión Europea de Gimnasia (UEG).

## Resultados

### Masculino
| Evento                 | Oro                                                                    | Plata                                | Bronce                               |
| ---------------------- | ---------------------------------------------------------------------- | ------------------------------------ | ------------------------------------ |
| Concurso completo ind. | Nikolái Andrianov Unión Soviética                                      | Eberhard Gienger Alemania Occidental | Alexandr Ditiyatin Unión Soviética   |
| Suelo                  | Nikolái Andrianov · Unión Soviética · Andrzej Szajna · Polonia ·       |                                      | Jiří Tabak Checoslovaquia            |
| Caballo con arcos      | Zoltán Magyar · Hungría ·                                              | Nikolái Andrianov Unión Soviética    | Eberhard Gienger Alemania Occidental |
| Anillas                | Dan Grecu · Rumania ·                                                  | Mihai Borş · Rumania ·               | Alexandr Ditiyatin Unión Soviética   |
| Salto de potro         | Nikolái Andrianov Unión Soviética                                      | Andrzej Szajna · Polonia ·           | Jiří Tabak Checoslovaquia            |
| Paralelas              | Nikolái Andrianov Unión Soviética                                      | Alexandr Ditiyatin Unión Soviética   | Viktor Klimenko Unión Soviética      |
| Barra fija             | Nikolái Andrianov Unión Soviética Eberhard Gienger Alemania Occidental |                                      | Andrzej Szajna · Polonia ·           |

### Femenino
| Evento                 | Oro                        | Plata                                             | Bronce                                                 |
| ---------------------- | -------------------------- | ------------------------------------------------- | ------------------------------------------------------ |
| Concurso completo ind. | Nadia Comăneci · Rumania · | Nelli Kim Unión Soviética                         | Annelore Zinke República Democrática Alemana           |
| Salto de potro         | Nadia Comăneci · Rumania · | Richarda Schmeisser República Democrática Alemana | Alina Goreac · Rumania · Nelli Kim · Unión Soviética · |
| Barras asimétricas     | Nadia Comăneci · Rumania · | Annalore Zinke República Democrática Alemana      | Nelli Kim Unión Soviética                              |
| Barra                  | Nadia Comăneci · Rumania · | Nelli Kim Unión Soviética                         | Alina Goreac · Rumania ·                               |
| Suelo                  | Nelli Kim Unión Soviética  | Nadia Comăneci · Rumania ·                        | Liudmila Turishcheva Unión Soviética                   |

## Medallero
| Núm. | País           | Oro | Plata | Bronce | Total |
| ---- | -------------- | --- | ----- | ------ | ----- |
| 1    | URSS           | 6   | 4     | 6      | 16    |
| 2    | Rumania        | 5   | 2     | 2      | 9     |
| 3    | RFA            | 1   | 1     | 1      | 3     |
| 3    | Polonia        | 1   | 1     | 1      | 3     |
| 5    | Hungría        | 1   | 0     | 0      | 1     |
| 6    | RDA            | 0   | 2     | 1      | 3     |
| 7    | Checoslovaquia | 0   | 0     | 2      | 2     |
|      | TOTAL          | 14  | 10    | 13     | 37    |